# 유포 (안중희후)
유포(劉襃, ? ~ ?)는 전한 말기의 제후로, 장사정왕의 현손이다.

## 행적
아버지 유무방의 뒤를 이어 안중후(安衆侯)에 봉해졌다.
시호를 희(釐)라 하였고, 작위는 아들 유금이 이었다.

## 출전
- 반고, 《한서》 권15상 왕자후표 上

| 선대 아버지 안중목후 유무방 | 전한의 안중후 ? ~ ? | 후대 아들 유금 |